# Теракт під Волновахою 13 січня 2015
Теракт під Волновахою 13 січня 2015 — артилерійський обстріл силами 5 ОМСБр «Оплот» окупаційних військ РФ українського пункту пропуску на автошляху Н20 поблизу міста Волноваха. Під час обстрілу пункту пропуску був уражений рейсовий автобус «Златоустівка — Донецьк», пасажири якого проходили там паспортний контроль. Внаслідок атаки загинули 12 осіб, ще 18 поранено.[⇨] Генеральна прокуратура України кваліфікувала обстріл як теракт.[⇨]
Бойовики «ДНР» майже одразу визнали, що обстріл був вчинений саме їхніми представниками. Однак після того, як стало відомо про масштаб та кількість жертв, бойовики стали заперечувати свою причетність. Як повідомив Генштаб ЗСУ, артобстріл проводився з центру міста Докучаєвськ з метою висвітлення представниками російських та місцевих пропагандистських ЗМІ того, як українські сили будуть завдавати удар у відповідь.[⇨]
Розслідування Служби безпеки України встановило виконавців обстрілу — артилерійський дивізіон 5-ї мотострілецької бригади «Оплот» під командуванням полковника РФ Анатолія Сінєльнікова, і безпосереднього керівника обстрілу — командира реактивного дивізіону «Ангели аду» Шпакова Ю. М., громадянина України.[⇨]
4 червня 2021 року Куйбишевський районний суд Запорізької області заочно засудив Шпакова до довічного позбавлення волі з конфіскацією майна.[⇨]

## Перебіг подій
У місті Докучаєвськ бойовики «ДНР» зібрали російських та місцевих журналістів, і, аби висвітлити удар українських військових по місту, здійснили реактивний залп з установки «Град» з центра міста в напрямку траси Донецьк-Маріуполь з метою викликання зворотного обстрілу. Загалом було випущено понад 40 снарядів. При цьому поблизу пропускного пункту, в напрямку якого вівся вогонь, військові позиції відсутні, а є лише сили, необхідні для того, аби здійснювати контроль. Тобто перебувати там могли лише мирні люди.
Рейсовий автобус жовтого кольору, марки ЗАЗ A07A1 «I-VAN», рухався за маршрутом Златоустівка — Донецьк (АВ «Південний») та зупинився на блок-посту № 5 для здійснення паспортного контролю на лінії розмежування. Під час цього у 12-15 метрах від нього розірвався снаряд, випущений бойовиками з РСЗВ БМ-21 «Град» з району Докучаєвська. На місці загинуло 10 людей, серед яких 4 чоловіки, 6 жінок, в тому числі 14-річна дівчина. Ще 18 людей дістали поранення, 13 з них були доставлені у Волноваську лікарню. Серед них 1 міліціонер та 1 прикордонник. Вже в лікарні у Волновасі померла ще одна жінка. За оприлюдненими Донецькою ОДА даними, всього поранених 17, серед яких 16 залишалися у Волновасі, а ще 1 транспортований до Маріуполя.

## Жертви
Список загиблих та постраждалих виклало у себе на офіційному сайті ГУМВС в Донецькій області ввечері 14 січня.
|    | Прізвище, ім'я, по батькові       | Дата народження (вік)        | Місце проживання (реєстрації)          |
| -- | --------------------------------- | ---------------------------- | -------------------------------------- |
| 1  | Гриник Марія Михайлівна           | 12 січня 1965 (50 років)     |                                        |
| 2  | Дуков Дмитро Вікторович           | 2 вересня 1976 (38 років)    | м. Донецьк                             |
| 3  | Казеко Наталя Михайлівна          | 1982 (33 роки)               |                                        |
| 4  | Карпов Анатолій Іванович          | 31 березня 1954 (60 років)   | м. Шахтарськ                           |
| 5  | Коломоєць Роман Анатолійович      | 16 березня 1983 (31 рік)     | с. Калинове Волноваського району       |
| 6  | Корнілова Інна Олександрівна      | 18 листопада 1994 (20 років) | смт. Новотроїцьке Волноваського району |
| 7  | Лазуткіна Анастасія Володимирівна | 13 червня 1990 (24 роки)     | м. Донецьк                             |
| 8  | Моргасюк Олександр Олександрович  | 15 жовтня 1957 (57 років)    | м. Донецьк                             |
| 9  | Моргасюк Тетяна Вікторівна        | 19 серпня 1960 (54 роки)     | м. Донецьк                             |
| 10 | Поляков Владислав Олександрович   | 28 липня 1986 (28 років)     | м. Донецьк                             |
| 11 | Старчак Лариса Іванівна           |                              | м. Донецьк                             |
| 12 | Шудикіна Ольга Миколаївна         | 20 грудня 1956 (58 років)    | м. Донецьк                             |

1. ↑  Помер у лікарні
2. ↑  Аспірантка ДонНУ, поверталася з молодіжної православної конференції, що проходила в м. Біла Церква. Померла в лікарні

Під вечір 14 січня ЗМІ повідомили, що кількість жертв зросла до 13 осіб: в лікарні помер поранений у обстрілі чоловік. Але згодом було повідомлено, що звістка про 13 загиблого помилкова: інформація про одного й того самого чоловіка, який помер у лікарні, надійшла двічі з різних джерел.

## Розслідування

### Кримінальне провадження
13 січня Генеральна прокуратура України кваліфікувала обстріл як терористичний акт. Прокуратура Донецької області за фактом події відкрила кримінальне провадження за ч. 3 ст. 258 (терористичний акт) Кримінального кодексу України.
15 січня спеціальна моніторингова місія ОБСЄ провела аеророзвідку над місцем розстрілу пасажирського автобуса під Волновахою Донецької області. Безпілотний літальний апарат зібрав фото і відеодані ударних кратерів на місці події. У СММ ОБСЄ повідомили, що розслідуванням трагедії займеться робоча група у складі військових України та Російської Федерації, а також представника «ДНР».
16 січня спеціальна моніторингова місія ОБСЄ вдруге відвідала місце злочину (та втретє — Волноваху). СММ ОБСЄ провела ретельне дослідження п'яти кратерів, включно з тим, що знаходився в 10 метрах від автобуса. Було встановлено, що всі досліджені кратери утворились внаслідок вибуху снарядів, випущених з напряму північ-північ-схід.
19 січня Генеральний прокурор України Віталій Ярема повідомив про попередні результати розслідування цього терористичного акту. Слідством було встановлено, що 13 січня 2015 року о 14:25 терористами було випущено по контрольно-пропускному пункту 88 некерованих снарядів із реактивних артилерійських систем БМ-21 «Град». Один з цих снарядів вибухнув на відстані 12 метрів від автобуса з людьми.
Експертиза встановила тип осколково-фугасних снарядів — М21 ОФ (9М22У). Також завдяки знайденим фрагментам снарядів було відновлене їхнє маркування, що дозволяє встановити виробника, номер партії, дату випуску, та військову частину, в яку їх направили. Також була встановлена відстань до пускових установок — 19 кілометрів, та місце, звідки вівся обстріл — північно-східні околиці міста Докучаєвськ. Обстріл здійснений з не менше, аніж трьох установок.
Голова Служби безпеки України Валентин Наливайченко заявив, що основним підозрюваним у справі про загибель мирних жителів під Волновахою є лідер угруповання «ДНР» Олександр Захарченко. Теракт був спланований керівництвом угруповання «ДНР» та вчинений за їхньої прямої вказівки.
Характер форми воронок від вибуху ракет установки «Град» на численних фотографіях та відеороликах, знятих з місць вибуху ракет установки «Град» біля блок-поста під Волновахою, вказує на напрям обстрілу з Докучаєвська, контрольованого бойовиками ДНР.
16 січня 2017 року Україна подала позов до Міжнародного суду ООН з метою притягнення Російської Федерації до відповідальності за вчинення актів тероризму і дискримінації протягом її незаконної агресії проти України. Серед перелічених терористичних атак був названий і теракт під Волновахою.

### Виконавці
9 березня 2017 року під час брифінгу заступник головного слідчого управління СБУ Віталій Маяков повідомив, що Служба безпеки України і Генпрокуратура України встановили осіб, причетних до теракту у Волновасі, що стався 13 січня 2015 року. Названо імена двох головних підозрюваних:
- Сінельніков А. О., 1964 р.н., громадянин РФ, полковник. Повернувся до Росії, отримав підвищення і проходить службу в ЗС РФ.
- Шпаков Ю. М., 1979 р.н., громадянин України. Перебуває на тимчасово непідконтрольній території Донецької області.

Шпаков керував безпосередньо артилерійським дивізіоном, який здійснив обстріл, а Сінельников займав посаду командира, так званого куратора, 5-ї армійської бригади «Оплот» і командував діями Шпакова. Обом повідомлено про підозру у вчиненні злочинів — поштою. Продовжувалася ідентифікація осіб інших бойовиків, причетних до теракту, яких є кілька десятків. Безпосередньо обстріл блокпосту вели три мобільні групи реактивного дивізіону «Ангели аду» 5-ї окремої мотострілецької бригади 1-го армійського корпусу так званої «ДНР».
Усі матеріали розслідування передані українській делегації, що представляє Україну в міжнародному суді ООН в Гаазі, як доказова база російської агресії проти України, також матеріали отримає прокурор ООН.

### Вирок
У січні 2020 року Офіс прокурора направив до суду обвинувальний акт стосовно Шпакова для розгляду за процедурою спеціального судового розгляду. Досудове розслідування стосовно громадянина РФ було зупинено у зв’язку з розшуком підозрюваного. Ухвалою суду надано дозвіл на його затримання та доставку до суду для вирішення питання про застосування до нього запобіжного заходу у вигляді тримання під вартою.
4 червня 2021 року Куйбишевський районний суд Запорізької області заочно засудив Шпакова до довічного позбавлення волі з конфіскацією майна.

## Оцінки
- Начальник головного командного центру Генштабу генерал Богдан Бондар заявив, що в місті Докучаєвськ знаходилися кореспонденти російських та місцевих телеканалів з метою зняти, як українські військові будуть завдавати ударів у відповідь. Українські військові не завдавали артудару у відповідь, ситуацію було стабілізовано.[34]

## Реакції
Увечері 13 січня Президент України Петро Порошенко звернувся до українського народу у зв'язку з трагедією. При цьому він порівняв теракт у Волновасі з терактом у Парижі, що стався 7 січня, і закликав весь світ до солідарності з Україною.
Верховна Рада України розпочала своє пленарне засідання 14 січня з хвилини мовчання, що була оголошена спікером Володимиром Гройсманом у пам'ять загиблих під Волновахою.
У соціальних мережах українські користувачі розпочали акцію Я є Волноваха (фр. Je suis Volnovakha, також помилково Je suis Volnovaha) за аналогією до акції підтримки Франції Je suis Charlie у зв'язку з терактами у січні 2015 року. 14 січня народні депутати у сесійній залі Верховної Ради України розгорнули плакати з написом Я — Волноваха.
15 січня 2015 року проголошено в Україні днем жалоби за всіма, хто загинув від рук терористів, і, в першу чергу, за мирними мешканцями, які загинули на блокпосту під Волновахою.
Святослав Вакарчук погодився протягом року щомісяця надавати фінансову допомогу родинам загиблих.
 Уповноважений МЗС РФ з питань прав людини, демократії та верховенства права Костянтин Долгов назвав інцидент «підривом зусиль з мирного врегулювання та продовженням грубого порушення прав людини з боку Києва» і заявив, що уряд Росії «вимагає об'єктивного розслідування цього злочину, в тому числі з боку ОБСЄ, і покарання винних».
 Державний департамент США засудив обстріл автобуса, зазначивши, що відповідальність за трагедію несе Росія.
 Європейський Союз Згідно з заявою, поширеною прес-секретарем Верховного представника ЄС з питань закордонних справ і політики безпеки Федеріки Могеріні, нове загострення обстрілів та артилерійського вогню в східній Україні, що відбувається попри наявне перемир'я, призвело сьогодні до трагічної смерті десятьох мирних громадян, яка сталася внаслідок влучення артилерійського снаряду в автобус. У своїх думках ми зараз із родинами тих, хто загинув.
  Президент Франції Франсуа Олланд та Канцлер Німеччини Ангела Меркель під час телефонної розмови з Президентом України Петром Порошенком висловили своє співчуття з приводу трагедії біля Волновахи.
 Генеральний секретар ООН Пан Гі Мун різко засудив обстріл автобуса під Донецьком, при цьому він наголосив, що цей інцидент має бути розслідуваний, а винні притягнені до відповідальності. За його словами, він лише підкреслює нагальну необхідність зупинити насильство на сході України.
Громадське телебачення Приазов'я в рамках циклу Місто героїв підготувало документальний фільм «Чорний січень», який описує цей теракт, а також обстріл зупинки в Донецьку та обстріл Маріуполя.

## Марші миру

### 16 січня
У Маріуполі з ініціативи громадської організації «Новий Маріуполь» пройшов Марш миру в пам'ять про загиблих під гаслом «Я — Волноваха!», що розпочався 16 січня о 17:00 від Драмтетру.

### 18 січня
У Києві 18 січня було проведено кілька заходів у пам'ять про жертви теракту.
Марш єдності в пам'ять про жертви тероризму розпочався о 12:00 в парку ім. Тараса Шевченка і пройшов ходою центром Києва до Майдану Незалежності, де о 13:00 відбувся молебень, запалення свічок та покладання квітів у пам'ять про жертв тероризму.
Марш солідарності проти тероризму, розпочався в Києві о 14:00 на Михайлівській площі. Хода пройшла центром Києва за маршрутом Михайлівська площа — Європейська площа — вулиця Грушевського — Липська вулиця — Інститутська вулиця та завершилась на Майдані Незалежності, де відбувся молебень і запалення свічок на згадку про жертв тероризму в Україні. У марші узяли участь Київський міський голова Віталій Кличко, Президент України Петро Порошенко, Арсеній Яценюк та інші видатні діячі. Всього на марш вийшли близько 20 000 українців.
У Львові марш під гаслом «Je suis Volnovakha» пройшов пам'ятника Шевченкові. Мирна хода з лампадками пройде від проспекту Свободи вулицею Дорошенка до пам'ятника Жертвам комуністичних злочинів на площі Шашкевича.
У Хмельницькому пройшов Марш миру за загиблими під Волновахою під назвою «Я Волноваха». Марш почався у 13.00 на Майдані Незалежності, протягом двох годин виступали керівники області та міста, а також волонтери та громадські активісти. По завершенню мітингу було прийнято дві резолюції — до української влади та сенату США, парламенту Канади, парламенту Австралії та ЄС, які озвучили члени хмельницької ради Майдану. Зокрема, просили владу проявити єдність та солідарність з українським народом, визнати ДНР та ЛНР терористичними організаціями, визнати Росію країною агресора, розробити та виконати комплекс заходів для повного відновлення суверенітету України на території Донбасу та Криму. З Майдану Незалежності хмельничани рушили центральними вулицями міста, до пам'ятника «Ангел скорботи», де відбулася спільна молитва усіх представників духовенства міста.
У Херсоні пройшов Марш миру за загиблими під Волновахою під назвою «Я Волноваха». Марш почався о 14:00 на площі Свободи. Понад півтисячі людей пройшли центром міста висловлюючи позицію — за мир і проти тероризму. У марші взяли участь активісти «Свободи», «Правого сектора», Автомайдану і Євромайдану Херсонщини, також приєдналися перші особи міста та області.
Марші миру 18 січня пройшли також у Дніпропетровську (початок о 12:00 на Європейській площі), Запоріжжі (початок о 14:00 на Фестивальній площі), Краматорську (початок о 12:00 від перехрестя вулиць Паркової та 19 Партз'їзду), Луцьку (початок о 14:30 на Театральному майдані), Миколаєві (початок о 12:00), Чернігові (початок о 12:00 на Красній площі), Сєвєродонецьку (початок о 12:00 від ДК Будівельників до Площі Перемоги) та інших містах.

## Вшанування пам'яті
10 вересня 2016 року під Волновахою встановили пам'ятний знак загиблим.
8 листопада 2018 року єпископ Закарпатський і Ужгородський Варсонофій (Руднік) разом з  капеланом Закарпатської єпархії Ігорем Войтовичем відслужив поминальну літію на місці трагедії під Волновахою.

### Відео
- Блокпост Волноваха - осколки града на YouTube
- Волноваха, обстрел БП полное видео на YouTube